# Comté de Pueblo
Pour les articles homonymes, voir Pueblo.
Le comté de Pueblo est un comté des États-Unis situé dans l'État du Colorado. Le comté est ainsi nommé en référence à son chef-lieu, Pueblo, qui signifie « village » en espagnol.

## Villes principales du comté
Municipalités
- Boone
- Pueblo
- Rye

Autres localités
- Avondale
- Beulah Valley
- Colorado City
- Pueblo West
- Pueblo West
- Salt Creek
- Vienland

## Démographie
| 1870  | 1880  | 1890   | 1900   | 1910   | 1920   |
| ----- | ----- | ------ | ------ | ------ | ------ |
| 2 265 | 7 167 | 31 191 | 34 418 | 52 223 | 57 368 |

| 1930   | 1940   | 1950   | 1960    | 1970    | 1980    |
| ------ | ------ | ------ | ------- | ------- | ------- |
| 66 033 | 68 870 | 90 188 | 118 685 | 118 238 | 120 984 |

| 1990    | 2000    | 2010    | - | - | - |
| ------- | ------- | ------- | - | - | - |
| 123 051 | 141 472 | 159 063 | - | - | - |

## Politique
Le comté de Pueblo, à forte population hispanique, est traditionnellement acquis aux démocrates,. Cependant, cette région ouvrière est remportée de justesse par Donald Trump en 2016,. C'est la première fois qu'un candidat républicain y remporte l'élection présidentielle depuis 1972.

## Zones et bâtiments protégés
- Colorado Fuel and Iron Company Administration Complex
- Goodnight Barn